# Guillermo Padilla
Guillermo Padilla Manrique (ur. 22 czerwca 1912 w Bogocie, zm. 20 lutego 1986 w Louisville) – kolumbijski strzelec i działacz sportowy, olimpijczyk.
Uczestnik Letnich Igrzysk Olimpijskich 1956, na których wystartował wyłącznie w karabinie małokalibrowym w trzech postawach z 50 m. Zajął ostatnią 44. pozycję. Był w tym czasie przewodniczącym Kolumbijskiego Komitetu Olimpijskiego (jego kadencja trwała od 1954 do 1957 roku).

## Wyniki

### Igrzyska olimpijskie
| Igrzyska       | Konkurencja                               | Wynik                  | Miejsce | Źródło |
| -------------- | ----------------------------------------- | ---------------------- | ------- | ------ |
| Melbourne 1956 | Karabin małokalibrowy, trzy postawy, 50 m | 983 pkt. (381–317–285) | 44      | [ 1 ]  |